# أنستاس الكرملي
بطرس ميخائيل عواد الماريني والمعروف بالأب أنستاس ماري الكرملي (22 ربيع الأول 1283هـ=5 آب/أغسطس 1866 - 13 صفر 1366 هـ=7 يناير 1947) كاهن كاثوليكي وراهب كرملي حافٍ، ولغوي عربي، عراقي من أب لبناني وأم عراقية، بغدادية فأبوه يدعي ميخائيل عواد المارينيّ من قرية بحر صاف مِن بكفيا بلبنان، قدم والده بغداد سنة 1850م وأقام بها، وتزوج من فتاة بغدادية تسمى مريم، وأنجب منها خمسة بنين وأربع بنات، وكان بطرس الذي عرف بعد ذلك باسم أنستاس ماري الكرملي الرابع بين أولاده. وضع كتبًا مهمة وأبحاثًا جديدة عن اللغة العربية. كان يرى في الخروج على اللغة العربية خطئًا لا يمكن قبوله أو التساهل فيه. وساهم في عملية التعريب، وأصدر مجلتين وجريدة. وتميزت مجلة لغة العرب التي أصدرها في عام 1911م، بأبحاثها الأدبية والتاريخية، ومن أبرز المؤلفين والكتاب الذين كتبوا فيها الأستاذ مصطفى جواد، والأستاذ محمد بهجة الأثري، والمؤرخ عبد الحميد عبادة، وهبة الدين الشهرستاني، ويوسف رزق الله غنيمة، وغيرهم من مفكري ومثقفي بغداد في تلك الفترة.
كان يدعو للتصحيح اللغوي والحفاظ على اللغة العربية. وألف معجمًا سماهُ المساعد يقول عن سبب تأليفه: «منذ أخذنا نفهم العربية حق الفهم، وجدنا فيما كنا نطالع فيه من كتب الأقدمين والمولدين والمعاصرين ألفاظا جمة ومناحي متعددة، لا أثر لها في دواوين اللغة. ولهذا رأينا في مصنفات السلف نقصا بينا، فأخذنا منذ ذلك الحين بسد تلك الثغرة»، وقد ظل هذا الكتاب مخطوطًا سنوات طويلة بعد وفاة مؤلفه، ولم ير النور إلا في عام 1392 هـ/1972م حيث صدر المجلد الأول منه.
وكان له مجلس يعقده للمناقشة والحوار وكان مجلسه يسمى مجلس الجمعة في دير الآباء الكرمليين في محلة سوق الغزل ببغداد، وكان يتردد عليه أساطين اللغة العربية وعلمائها وأعيان البلد على اختلاف مللهم ونحلهم، ومن رواد المجلس الشيخ جلال الحنفي.

## نشأته
ولد الكرملي ونشأ في بغداد وتلقى تعليمه الابتدائي فيها بمدرسة الآباء الكرمليين، وبعد أن أتم دراسته بها انتقل إلى مدرسة الاتفاق الكاثوليكي، وتخرج فيها سنة 1882م وبدأ حياته معلمًا للعربية في مدرسته الأولى، وكان آنذاك في السادسة عشرة من عمره، وأخذ ينشر وهو في هذا العمر الغض مقالات لغوية في العديد من الصحف المعروفة في ذلك الوقت، مثل:الجوائب والبشير والضياء. ولما أكمل العشرين غادر بغداد سنة 1886م إلى بيروت، وعمل مدرسًا بكلية الآباء اليسوعيين، وفي الوقت نفسه أكمل دراسته في تعلم العربية واللاتينية واليونانية، وأتقن الفرنسية، ولم يكتف الأب انستانس ماري الكرملي بهذا القدر من الدراسة بل سافر إلى بلجيكا، ثم عاد إلى العراق ليتولى مدرسة الآباء الكرمليين، وكان أنستاس من الحُفاة، وهم الرهبان الكرمليون في دير اللاتين، كان ذلك اسمهم، ولم يكونوا حفاةً في الحقيقة.

## مؤلفاته
ترك الكرملي عددًا هائلا من الكتب لا يزال معظمها مخطوطًا لم يطبع، ومن أهم كتبه المطبوعة: أغلاط اللغويين الأقدمين، ونشر في بغداد سنة 1932م، وكتاب (نشوء اللغة العربية ونموها واكتهالها)، ونشر في القاهرة سنة 1938م، والنقود العربية وعلم النميات، ونشر في القاهرة سنة 1939م، وحقق عددًا من الكتب، في مقدمتها: معجم العين للخليل بن أحمد، لكنه لم يكمله بسبب ظروف الحرب العالمية الأولى، ونخب الذخائر في أحوال الجواهر لابن الأكفاني، والإكليل للهمداني.
بالإضافة إلى مؤلفاته ومقالاته في مجلة لغة العرب التي أسسها عام 1329هـ/ 1911م، وخلّف فيها ما يزيد على أكثر من 1300 مقالة تمثل جزءا كبيرًا من إنتاجه.
حظي الكرملي بتقدير كثير من الهيئات والمجامع العلمية واللغوية، فانتخب عضوًا في مجمع المشرقيات الألماني سنة 1329 هـ/1911م والمجمع العلمي العربي في دمشق سنة 1339 هـ/1920م واختير ضمن أول عشرين عالمًا ولغويًا من مصر وأوروبا والعالم العربي يدخلون مجمع اللغة العربية بالقاهرة سنة 1351 هـ/1932م.
بعد وفاته رثاه شعراء عدة، منهم أحمد حامد الصراف ومما قاله: